# Barigarh
Barigarh è una suddivisione dell'India, classificata come nagar panchayat, di 8.589 abitanti, situata nel distretto di Chhatarpur, nello stato federato del Madhya Pradesh. In base al numero di abitanti la città rientra nella classe V (da 5.000 a 9.999 persone).

## Geografia fisica
La città è situata a 25° 14' 31 N e 80° 01' 50 E.

## Società

### Evoluzione demografica
Al censimento del 2001 la popolazione di Barigarh assommava a 8.589 persone, delle quali 4.599 maschi e 3.990 femmine. I bambini di età inferiore o uguale ai sei anni assommavano a 1.651, dei quali 821 maschi e 830 femmine. Infine, coloro che erano in grado di saper almeno leggere e scrivere erano 4.294, dei quali 2.784 maschi e 1.510 femmine.